# Uruguayi női labdarúgó-bajnokság (első osztály)
A Primera División Uruguay női labdarúgásának legfelsőbb osztályú bajnoksága. 1997 óta rendeznek küzdelmeket amatőr rendszerben.

## A 2022-es szezon résztvevői
| Csapat            | Város       |
| ----------------- | ----------- |
| Atenas            | Maldonado   |
| Club Náutico      | Montevideo  |
| Danubio           | Montevideo  |
| Defensor Sporting | Montevideo  |
| Fénix             | Las Piedras |
| Liverpool         | Montevideo  |
| Nacional          | Montevideo  |
| Peñarol           | Montevideo  |
| Racing Club       | Montevideo  |
| River Plate       | Montevideo  |

## Bajnokok
Az alábbi táblázat az 1997 óta megrendezésre kerülő uruguayi női bajnokságok győzteseit tartalmazza.
| Év   | Bajnok            | Második              | Gólkirálynő                                                              | Bajnokcsapat edzője                 |
| ---- | ----------------- | -------------------- | ------------------------------------------------------------------------ | ----------------------------------- |
| 1997 | Nacional          | Rampla Juniors       | Marisa Chazarreta (26) (Rentistas)                                       | Luis Alberto Noble                  |
| 1998 | Rampla Juniors    | Nacional             | Erika Bonifacino (16) (Nacional) Alejandra Laborda (16) (Rampla Juniors) | Oribe Álvarez                       |
| 1999 | Rampla Juniors    | Nacional             | Miriam De Cuadros (25) (Rampla Juniors) Rossana Soria (25) (Nacional)    | Juan Carlos Borteiro                |
| 2000 | Nacional          | Rampla Juniors       | Miriam De Cuadros (13) (Rampla Juniors) Rossana Soria (13) (Nacional)    | Juan Carlos Borteiro                |
| 2001 | Rampla Juniors    | Nacional             | Alejandra Laborda (15) (Rampla Juniors)                                  | Jorge Yeye                          |
| 2002 | Rampla Juniors    | Nacional             | Daiana Gutiérrez (19) (Cerro)                                            | Gonzalo Ribas                       |
| 2003 | Rampla Juniors    | Montevideo Wanderers | Stefanía Maggiolini (17) (Nacional)                                      | Antonio Díaz                        |
| 2004 | Rampla Juniors    | Huracán              | Angélica Souza (19) (Rampla Juniors)                                     | Antonio Díaz                        |
| 2005 | Rampla Juniors    | Huracán              | Daiana Gutiérrez (19) (Huracán)                                          | Graciela Barbosa, Juan Castillo     |
| 2006 | Rampla Juniors    | INAU                 | Alejandra Laborda (22) (Rampla Juniors)                                  | Graciela Barbosa, Juan Castillo     |
| 2007 | River Plate       | Rampla Juniors       | Alejandra Laborda (29) (Rampla Juniors)                                  | Raúl Álvaro González, Jorge Ramírez |
| 2008 | Rampla Juniors    | River Plate          | Rossana Soria (40) (River Plate)                                         | Juan Castillo                       |
| 2009 | River Plate       | Rampla Juniors       | Juliana Castro (53) (Rampla Juniors)                                     | Raúl Álvaro González, Jorge Ramírez |
| 2010 | Nacional          | River Plate          | Martina González (15) (Nacional)                                         | Alímedes Barindelli                 |
| 2011 | Nacional          | Cerro                | Carolina Birizamberri (18) (Bella Vista)                                 | Alímedes Barindelli                 |
| 2012 | Cerro             | Montevideo Wanderers |                                                                          | Daniel Pérez                        |
| 2013 | Colón             | Nacional             | Carolina Birizamberri (31) (Nacional)                                    | Ignacio Chitnisky                   |
| 2014 | Colón             | Nacional             | Lourdes Viana (25) (Cerro)                                               | Fabiana Manzolillo                  |
| 2015 | Colón             | Nacional             | Carolina Birizamberri (53) (River Plate)                                 | Fabiana Manzolillo                  |
| 2016 | Colón             | Nacional             | Juliana Castro (30) (River Plate)                                        | Juan Carlos Hernández               |
| 2017 | Peñarol           | Colón                | Juliana Castro (26) (River Plate)                                        | Daniel Pérez                        |
| 2018 | Peñarol           | Colón                | Juliana Castro (37) (Nacional)                                           | Daniel Pérez                        |
| 2019 | Peñarol           | Nacional             | Juliana Castro (20) (Nacional)                                           | Daniel Pérez                        |
| 2020 | Nacional          | Peñarol              | Esperanza Pizarro (20) (Nacional)                                        | Diego Testas                        |
| 2021 | Defensor Sporting | Nacional             | Esperanza Pizarro (17) (Nacional)                                        | Líber Correa                        |
| 2022 | Nacional          | Peñarol              | Maria Oxandabarat (16) (Defensor Sporting)                               | Diego Testas                        |

## A legsikeresebb klubok
| Klub                 | Győzelem | Második hely |
| -------------------- | -------- | ------------ |
| Rampla Juniors       | 9        | 4            |
| Nacional             | 6        | 9            |
| Colón                | 4        | 2            |
| Peñarol              | 3        | 1            |
| River Plate          | 2        | 2            |
| Cerro                | 1        | 1            |
| Defensor Sporting    | 1        | –            |
| Huracán              | –        | 2            |
| Montevideo Wanderers | –        | 2            |
| INAU                 | –        | 1            |

## Külső hivatkozások
- RSSSF